# 帕瓦斯區

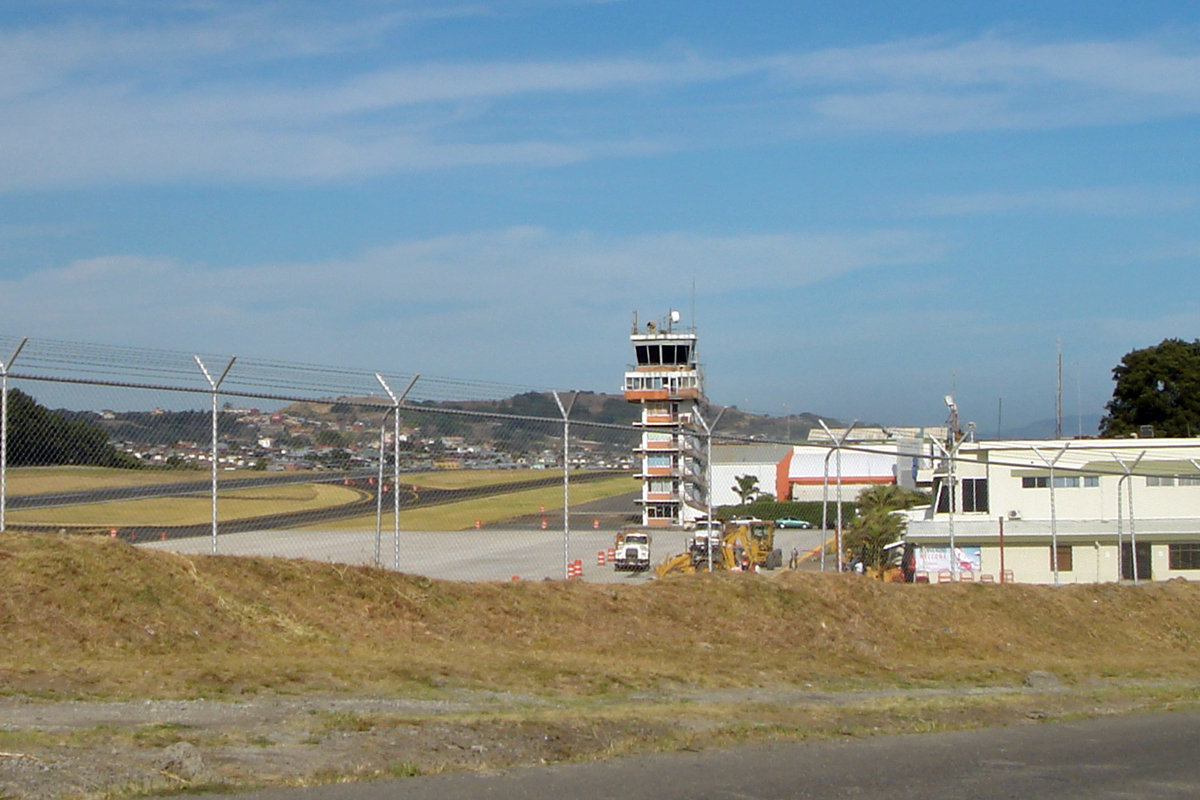

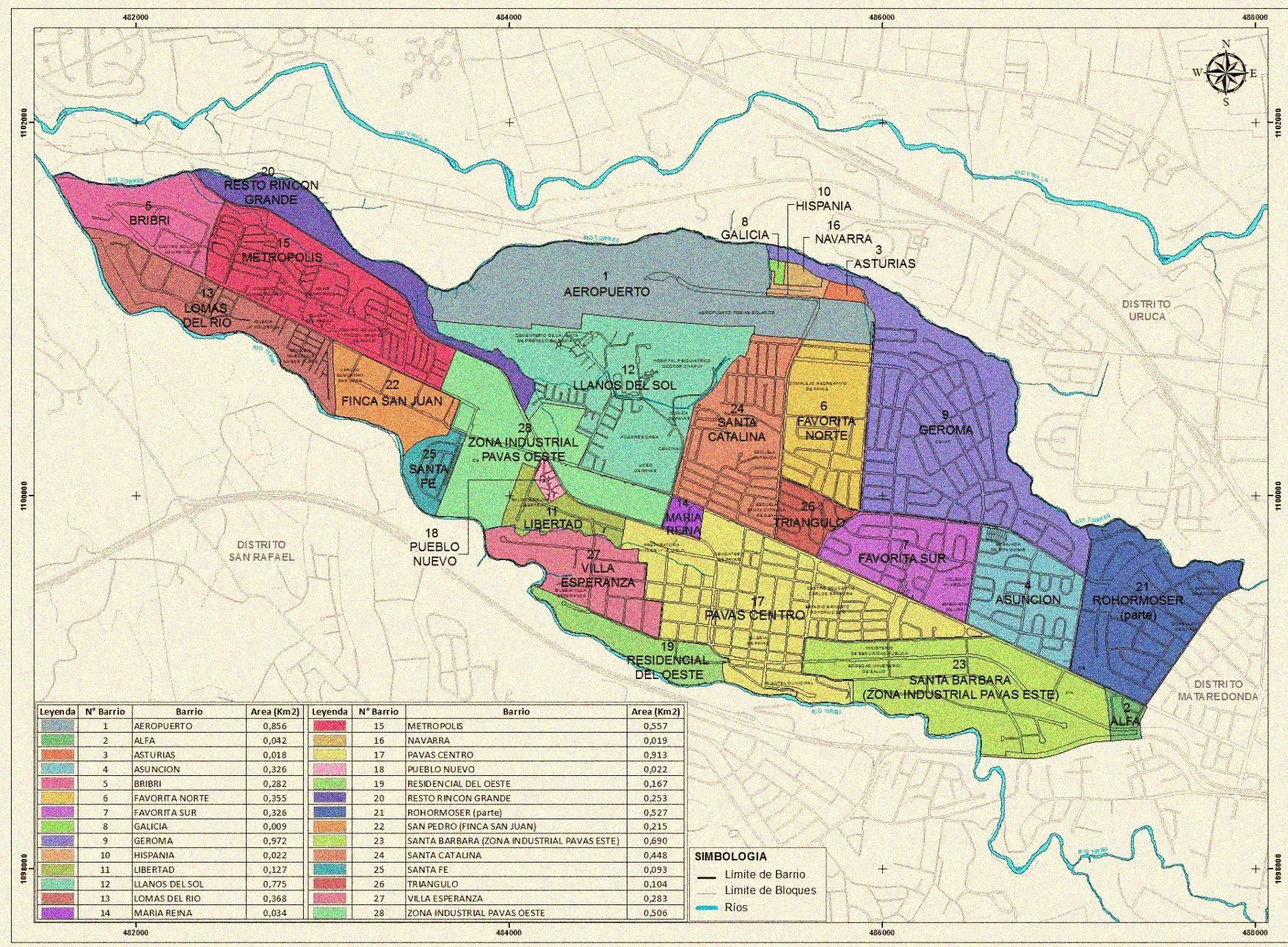

帕瓦斯區（西班牙語：Pavas），是哥斯達黎加的一個區，位於該國中部聖何塞省，始建於1848年12月7日，面積9.34平方公里，海拔高度1,044米，2011年人口71,384，人口密度每平方公里7,642.83人。